# Huitième circonscription de Seine-et-Oise
La huitième circonscription de Seine-et-Oise est l'une des dix-huit circonscriptions législatives que compte le département français de Seine-et-Oise, situé en région Île-de-France.

## Description géographique
Le Journal officiel du 13-14 octobre 1958 déterminait la composition de la circonscription :
- Canton de L'Isle-Adam
- Canton de Marines
- Canton de Pontoise[1].

## Description historique et politique

### Historique des députations
| Législature | Début de mandat | Fin de mandat  | Député            | Parti politique | Observations                                                                                            |
| ----------- | --------------- | -------------- | ----------------- | --------------- | --- |
| Ire         | 9 décembre 1958 | 9 octobre 1962 | Yves de Kervéguen | UNR             | Maire de Vigny Mandat écourté à la suite d'une dissolution parlementaire décidée par Charles de Gaulle. |
| IIe         | 6 décembre 1962 | 2 avril 1967   | Gaston Aizier     | UNR-UDT         | |

## Historique des élections

### Élections de 1958
| Candidat       | Candidat              | Parti          | Premier tour | Premier tour | Second tour | Second tour |  |
| Candidat       | Candidat              | Parti          | Voix         | %            | Voix        | %           |  |
| -------------- | --------------------- | -------------- | ------------ | ------------ | ----------- | ----------- |  |
|                | Yves de Kervéguen élu | UNR            | 16 764       | 40,40        | 24 136      | 60,09       |  |
|                | Eugène Alliot         | PCF            | 10 284       | 24,78        | 11 217      | 27,93       |  |
|                | Adolphe Chauvin       | MRP            | 8 469        | 20,41        | Retrait     | Retrait     |  |
|                | Eugène Ducher         | SFIO           | 3 553        | 8,56         | 4 812       | 11,98       |  |
|                | Albert Brimo          | CNIP           | 1 441        | 3,47         |             |             |  |
|                | M. Laban              | Divers         | 989          | 2,38         |             |             |  |
|                |                       |                |              |              |             |             |  |
| Inscrits       | Inscrits              | Inscrits       | 52 381       | 100,00       | 52 376      | 100,00      |  |
| Abstentions    | Abstentions           | Abstentions    | 9 917        | 18,93        | 11 208      | 21,4        |  |
| Votants        | Votants               | Votants        | 42 464       | 81,07        | 41 168      | 78,6        |  |
| Blancs et nuls | Blancs et nuls        | Blancs et nuls | 964          | 2,27         | 1 003       | 2,44        |  |
| Exprimés       | Exprimés              | Exprimés       | 41 500       | 97,73        | 40 165      | 97,56       |  |

Le suppléant d'Yves de Kervéguen était Louis Lambert, conseiller municipal de L'Isle-Adam.

### Élections de 1962
| Candidat       | Candidat          | Parti          | Premier tour | Premier tour | Second tour | Second tour |  |
| Candidat       | Candidat          | Parti          | Voix         | %            | Voix        | %           |  |
| -------------- | ----------------- | -------------- | ------------ | ------------ | ----------- | ----------- |  |
|                | Gaston Aizier élu | UNR-UDT        | 15 721       | 41,97        | 21 778      | 57,25       |  |
|                | Eugène Alliot     | PCF            | 12 810       | 34,20        | 16 261      | 42,75       |  |
|                | André de Peretti  | MRP            | 8 923        | 23,82        | Retrait     | Retrait     |  |
|                |                   |                |              |              |             |             |  |
| Inscrits       | Inscrits          | Inscrits       | 54 101       | 100,00       | 54 086      | 100,00      |  |
| Abstentions    | Abstentions       | Abstentions    | 15 263       | 28,21        | 13 776      | 25,47       |  |
| Votants        | Votants           | Votants        | 38 838       | 71,79        | 40 310      | 74,53       |  |
| Blancs et nuls | Blancs et nuls    | Blancs et nuls | 1 384        | 3,56         | 2 271       | 5,63        |  |
| Exprimés       | Exprimés          | Exprimés       | 37 454       | 96,44        | 38 039      | 94,37       |  |

Le suppléant de Gaston Aizier était Paul Buisson.